# تتسو اوکاموتو
تتسو اوکاموتو (انگلیسی: Tetsuo Okamoto; ۲۰ مارس ۱۹۳۲ – ۱ اکتبر ۲۰۰۷) شناگر اهل برزیل بود.
وی در مسابقات کشوری و بین‌المللی در مجموع برندهٔ ۲ مدال طلا، ۱ مدال نقره، ۱ مدال برنز شده‌است.